# Liebesspiel im Schnee
Liebesspiel im Schnee ist eine österreichisch-amerikanisch-tschechische Wintersportfilmkomödie aus dem Jahre 1966. Neben den beiden Amerikanern Claudia Martin und Martin Milner spielen auch der dreifache österreichische Olympiasieger der Winterspiele von 1956, Toni Sailer, sowie das Ehepaar Dietmar Schönherr und Vivi Bach weitere Hauptrollen.

## Handlung
Wintersaison in einem österreichischen Skigebiet. Skilehrer aus aller Welt kümmern sich ausgiebig um die willigen Skihaserl aus nah und fern, die sich hier zum Urlaub auf der Piste eingefunden haben. Der Hotelier wünscht, dass seine angestellte Instrukteure auch über die Arbeitszeit hinaus die weibliche Kundschaft „unterrichtet“ und, so gewünscht, auch sexuell beglückt. Das ist nicht jedem recht und schon gar nicht dem amerikanischen Skilehrer Brian Davis, einem kleinen, braven Spießer, der hierher gekommen ist, um sich seine Ausbildung zu finanzieren. Er reagiert ein wenig indigniert auf diese an ihn gestellte Anforderung und stellt überdies mit Erstaunen fest, dass im „sündigen“ Europa offensichtlich es gang und gäbe unter seinen Kollegen ist, sogar Wetten abzuschließen, wer die hübscheste Schülerin (und auch die meisten von ihnen) ins Bett bekommt.
Bald steht der US-Provinzler mit seiner Biedermannmoral abseits unter den Seinen. Er konzentriert sich lieber auf das rein Fachliche und unterrichtet beispielsweise mit Engelsgeduld die junge, hübsche Karen Sloan, die sich in den Skilehrer Toni verguckt hat, der aber wiederum, zu ihrem Verdruss, keinerlei Interesse an ihr zeigt und sich – ebenso erfolglos – lieber an der hübschen, brünetten amerikanischen Skitouristin Susan Halsey abarbeitet. Beim Après-Ski aber gibt es für alle ein Stelldichein, das für so manche der Protagonistinnen dann doch schließlich im hoteleigenen Lotterbett oder im Chalet endet. Und die beiden sittsamen Amerikaner Brian und Susan sind schließlich auch wie für einander gemacht …

## Produktionsnotizen
Liebesspiel im Schnee entstand Anfang 1966 in der Tschechoslowakei und wurde am 23. Dezember 1966 in Österreich uraufgeführt. Die deutsche Erstaufführung fand am 28. März 1972 statt.
Hauptdarstellerin Claudia Martin war die Tochter von Dean Martin. Einige der Mitwirkenden, darunter Dietmar Schönherr, singen mehrere (zum Teil englischsprachige) Schlager.

## Kritiken
Der Film erhielt durchweg schlechte bis katastrophale Kritiken:
Kay Weniger fand in Curt Siodmaks Biografie, dass dieser Film „seinen künstlerischen Tiefpunkt“ markiere, und für das Lexikon des internationalen Films war Liebesspiel im Schnee schlicht ein „mit Schlagern versetzter Schwank.“
US-Kritiker Leonard Maltin nahm das filmische Desaster mit Galgenhumor und schrieb: „Warum soll man sich beschweren, wenn es überwiegend hübsche Mädchen zu sehen gibt?“

## Auszeichnungen
Bei den Golden Globe Awards 1968 war das Lied Please Don’t Gamble With Love in der Kategorie Bester Filmsong nominiert. Der Preis ging an If I Ever Should Leave You aus dem Film Camelot – Am Hofe König Arthurs.